# Luhamaa
Koordinaten: 57° 38′ N, 27° 22′ O
Luhamaa (deutsch Luchama) ist einer der größten Grenzübergangspunkte für Lkw im Südosten Estlands im Kreis Võru. Er gehört zur Landgemeinde Setomaa (bis 2017 Misso) in der historischen Landschaft Setumaa.
Der Grenzübergang liegt an der Europastraße 77. Auf der russischen Seite befindet sich der Grenzkontrollpunkt Schumilkino.
Bekannt ist Luhamaa für die historische orthodoxe Heilig-Geist-Kirche und den kleinen Friedhof. Der Grundstein für den Kirchenbau wurde am 14. Juli 1929 gelegt. Er wurde am 26. Juni 1932 eingeweiht. Heute untersteht das Gotteshaus der Estnischen Apostolischen Orthodoxen Kirche (Eesti Apostlik-Õigeusu Kirik - EAÕK).